# Patince
Patince este o comună slovacă, aflată în districtul Komárno din regiunea Nitra, pe malul râului Dunărea. Localitatea se află la altitudinea de 109 m deasupra n.m., se întinde pe o suprafață de 11,32 km2 și în 2017 număra 451 de locuitori. Se învecinează cu Almásfüzitő și Dunaalmás.

## Istoric
Localitatea Patince este atestată documentar din 1260.

## Demografie
| An:                | 1994 | 2004   | 2014   | 2024    |
| ------------------ | ---- | ------ | ------ | ------- |
| Număr de persoane: | 436  | 450    | 471    | 533     |
| Diferență:         |      | +3,21% | +4,66% | +13,16% |

| An:                | 2023 | 2024   |
| ------------------ | ---- | ------ |
| Număr de persoane: | 536  | 533    |
| Diferență:         |      | −0,55% |